# Alexander Andreyevich Ivanov
Alexander Andreyevich Ivanov (Tiếng Nga: Алекса́ндр Андре́евич Ива́нов; 28 tháng 7 (16 tháng 7 [Lịch cũ]), 1806 – 15 tháng 7 (3 tháng 7 [Lịch cũ]), 1858) là họa sĩ người Nga trung thành với truyền thống hội họa tân cổ điển đang thoái trào. Ông chào đời và qua đời tại St. Petersburg. Ông được gọi là bậc thầy của một tác phẩm, vì mất 20 năm để hoàn thành magnum opus (tác phẩm lớn) của mình: Thiên Chúa xuất hiện trước mắt mọi người (The Appearance of Christ Before the People).

## Tiểu sử

### Những năm đầu
Ivanov là con trai của giáo sư nghệ thuật Andrey Ivanov. Ở tuổi 11, ông nhập học Học viện Nghệ thuật Hoàng gia và thụ giáo chính cha mình cùng với bạn học là Karl Briullov. Do thành tích tốt, ông được trao hai huy chương bạc và vào năm 1824, ông nhận một huy chương vàng nhờ bức tranh Priam yêu cầu Achilles trả lại di hài Hector (Priam Asking Achilles to Return Hector's Body). Năm 1827, ông được vinh danh bằng Huy chương vàng lớn của Học viện Nghệ thuật Hoàng gia cho tác phẩm Joseph giải đoán giấc mơ của người hầu và thợ làm bánh (Joseph interprets the butler's and the baker's dreams), đồng thời ông được thăng hạng lên họa sĩ bậc XIV. 
Những người tài trợ cho Ivanov quyết định gửi ông ra nước ngoài du học nhưng yêu cầu ông vẽ thêm một bức, và thế là bức tranh Bellerophon khởi sự chiến dịch đánh Chimera (Bellerophon sent to a campaign against the Chimera) đã ra đời. Năm 1830, Ivanov đến Tây Âu, đầu tiên là Đức, rồi sang Italy. 

### Thời gian ở Italy
Tác phẩm đầu tiên Ivanov thực hiện ở Rome là các bức sao chép tác phẩm Sự sáng tạo ra Ivan trên trần nhà nguyện Sistine và một số bức phác thảo cảnh trong Kinh Thánh. Ông mơ ước sáng tác một bức tranh thiên anh hùng ca về việc Đấng Messiah đến với mọi người, nhưng trước hết ông quyết định thử vẽ tranh khổ nhỏ. Giai đoạn 1834-1835, ông hoàn thành tác phẩm Chúa Jesus Christ xuất hiện trước mắt Maria Magdalena (Appearance of Jesus Christ to Maria Magdalena). Bức tranh đã gặt hái thành công vang dội ở cả Rome và St Petersburg. Học viện Nghệ thuật Hoàng gia Nga trao trao tặng Ivanov học vị hàn lâm danh dự vào năm 1836.
Ông dành phần lớn cuộc đời tại Rome, tại đây ông kết bạn với Gogol và tiếp nhận ảnh hưởng của những người ủng hộ phong trào Nazarene.
Ivanov bỏ ra 20 năm trời (1837–1857) để hoàn thành tác phẩm vĩ đại nhất của ông, bức Thiên Chúa xuất hiện trước mắt mọi người ( 'The Appearance of Christ Before the People').

### Qua đời
Ivanov qua đời vì bệnh tả vào ngày 3 tháng 7 năm 1858. Ông an nghỉ tại Nghĩa trang Novodevichy, St. Petersburg. Năm 1936, mộ phần của ông được chuyển về Nghĩa trang Tikhvin thuộc Tu viện Alexander Nevsky.

### Ảnh hưởng và phê bình
Các thế hệ sau này ngày càng có đánh giá tích cực hơn về Ivanov. Một số trong rất nhiều tranh phác thảo ông vẽ khi thực hiện bức Thiên Chúa xuất hiện trước mắt mọi người đã được công nhận là kiệt tác. Bộ sưu tập tranh Ivanov hoàn thiện nhất hiện lưu giữ tại Bảo tàng Nga ở thành phố St. Peterburg. 

## Tác phẩm tiêu biểu

Tác phẩm hội họa của Alexander Andreyevich Ivanov
Thiên Chúa xuất hiện trước mắt mọi người (The Appearance of Christ Before the People) (1837–57)
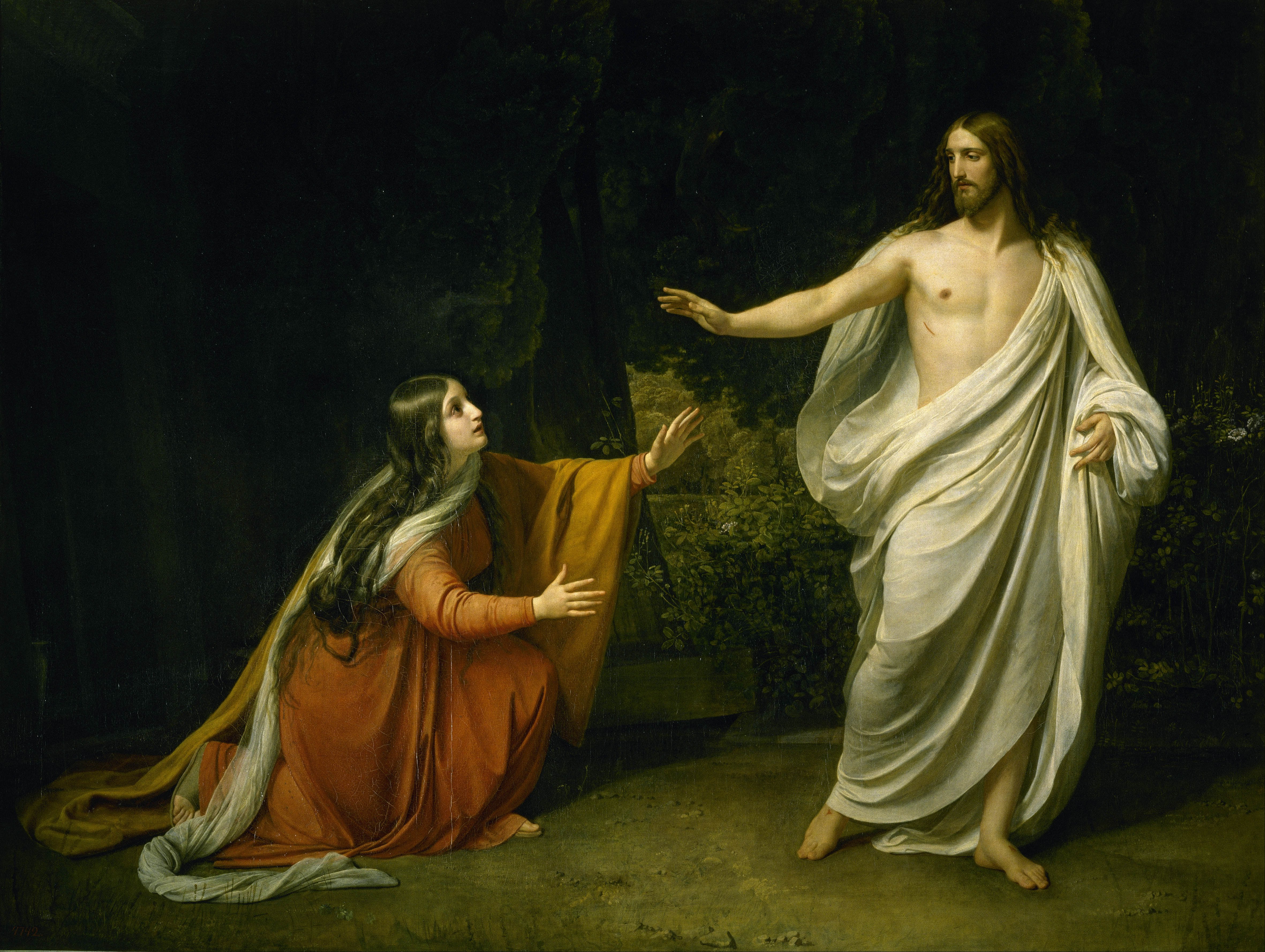
Chúa Jesus xuất hiện trước mắt Maria Magdalena (Noli me tangere, Appearance of Jesus Christ to Maria Magdalena), 1835
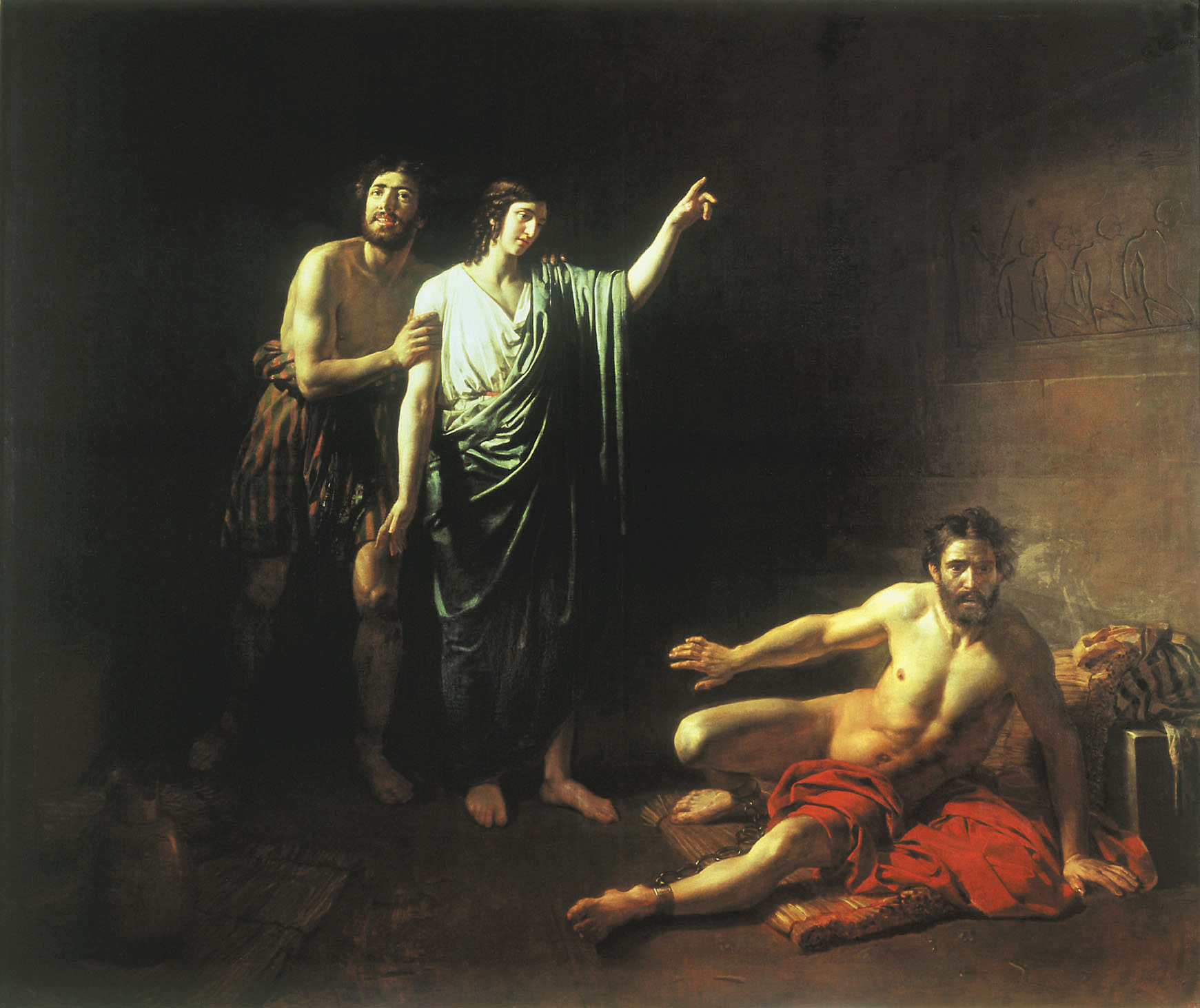
Joseph giải đoán giấc mơ của người hầu và thợ làm bánh (Joseph interprets the butler's and the baker's dreams), 1827
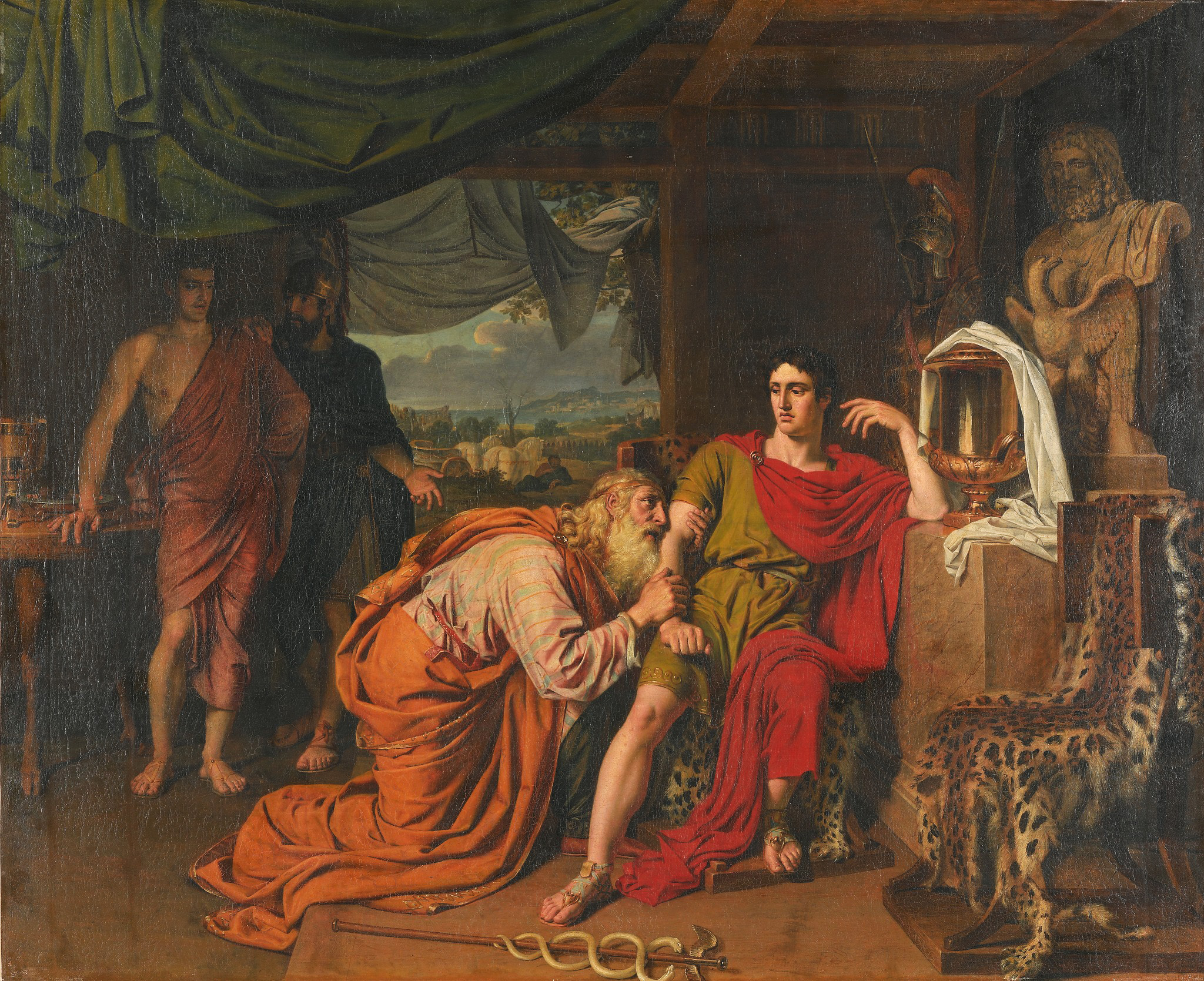
Priam yêu cầu Achilles trả lại di hài Hector (Priam Asking Achilles to Return Hector's Body), 1824
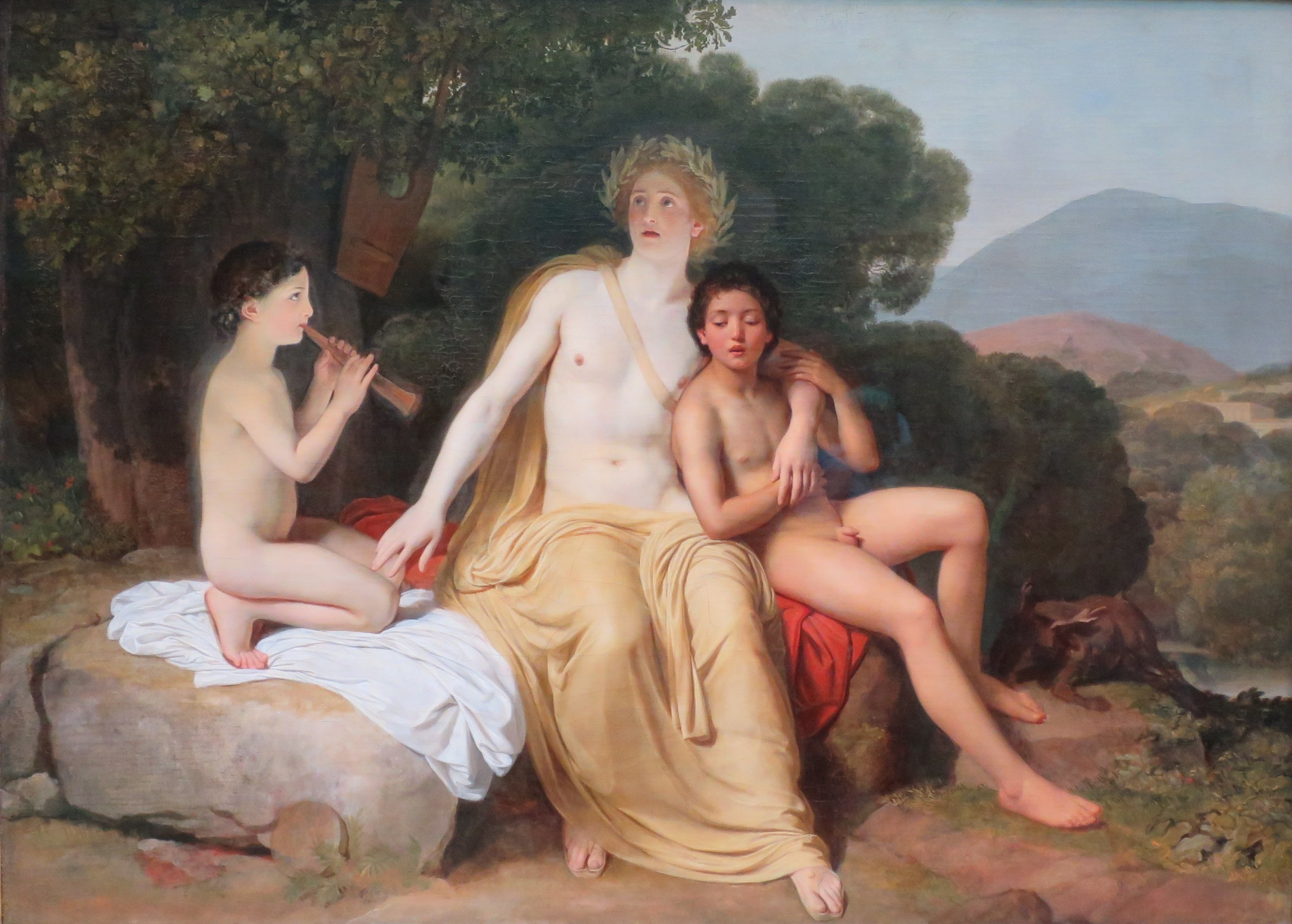
Apollo, Hyacinthus và Cyparis ca hát vui chơi  (Apollo, Hyacinthus and Cyparis singing and playing), 1831-1834
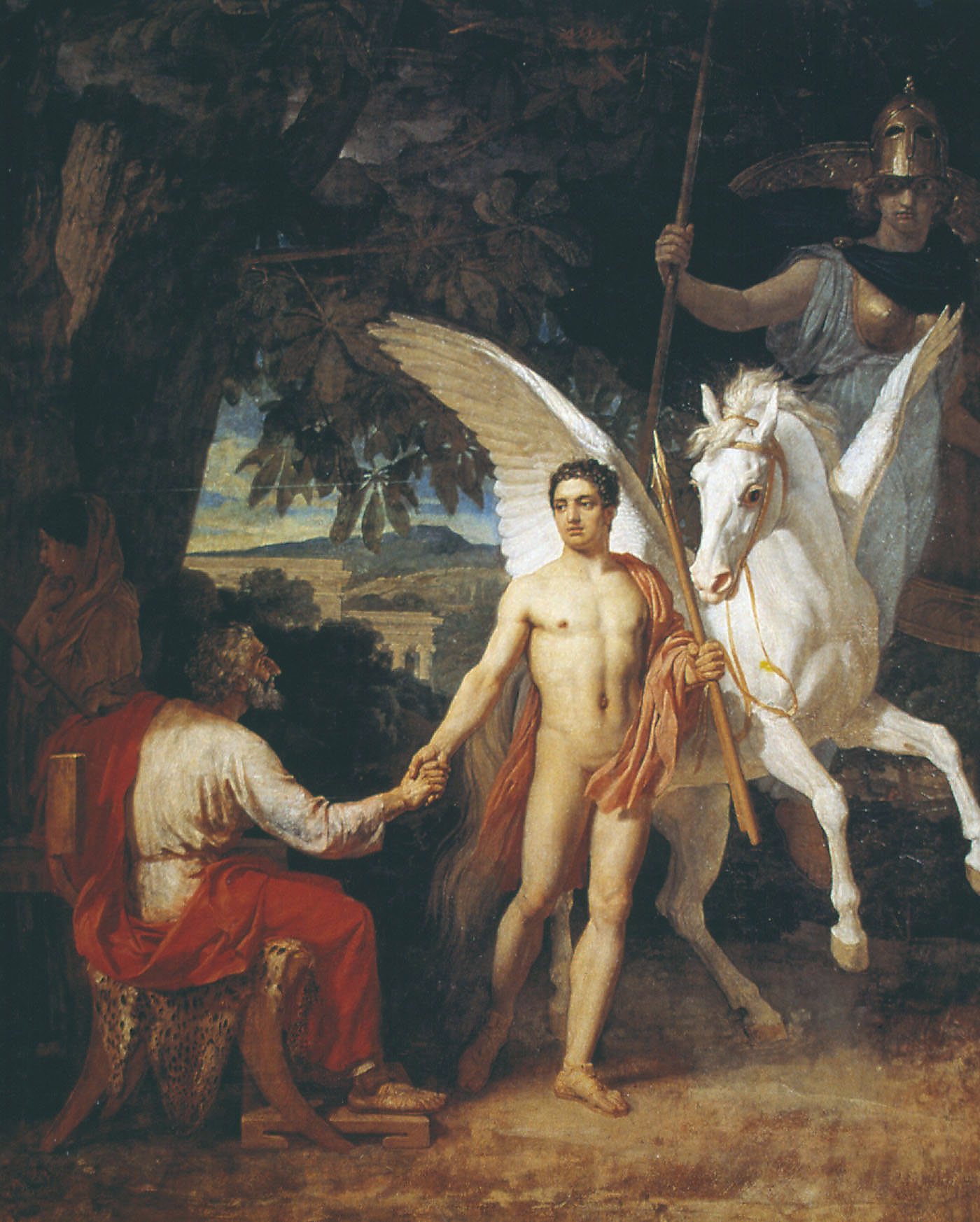
Bellerophon khởi sự chiến dịch đánh Chimera (Bellerophon sent to a campaign against the Chimera), 1829
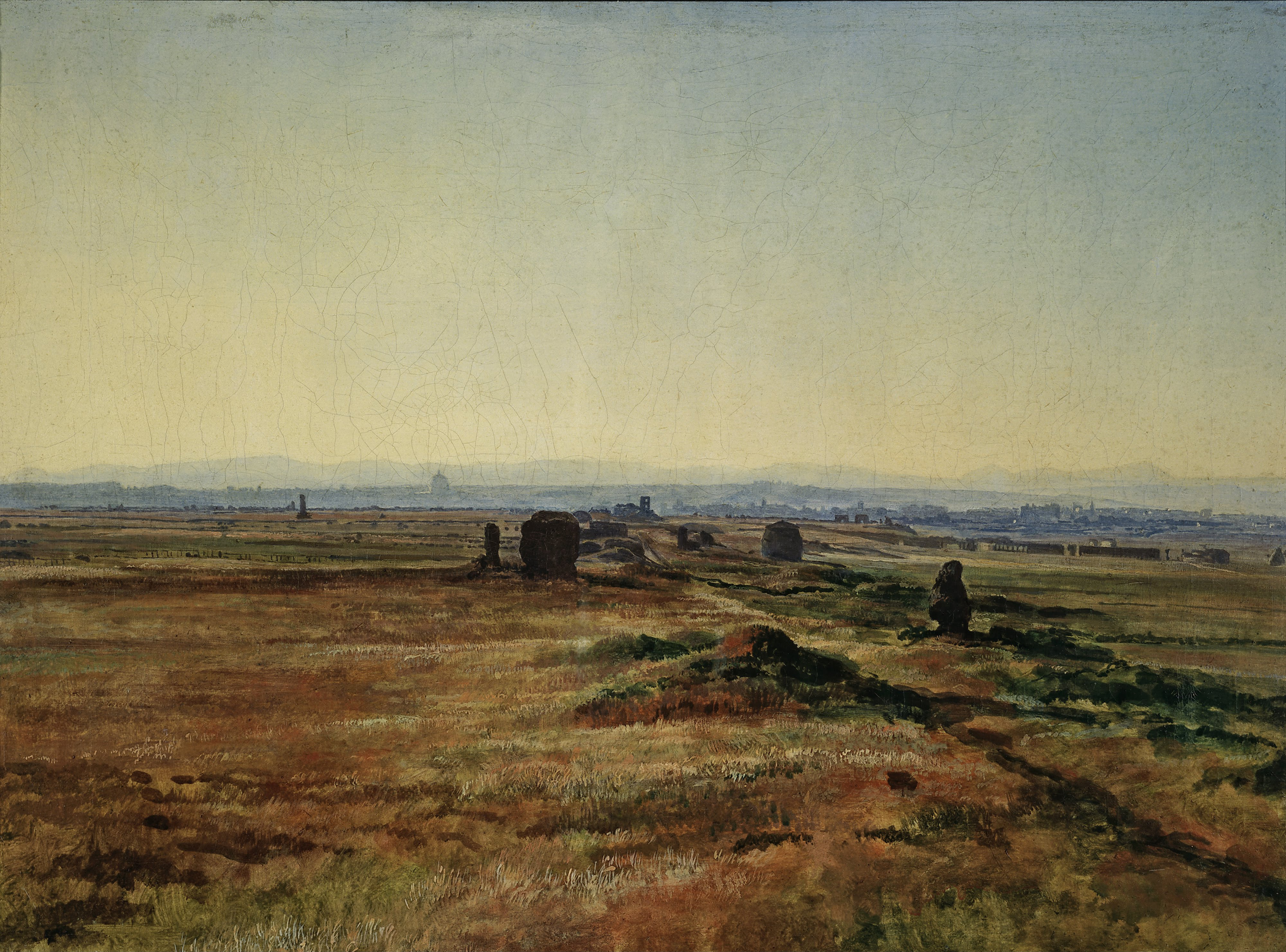
Con đường Appia lúc hoàng hôn (Appian Way at Sunset), 1845
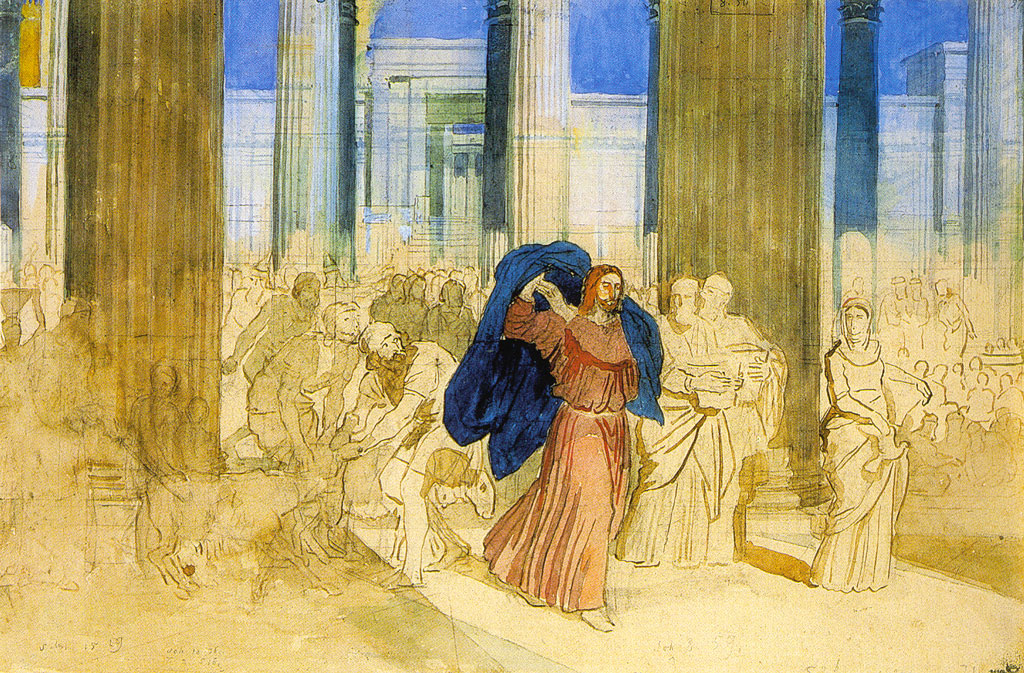
Tẩy rửa ngôi đền (Cleansing of the Temple), 1824
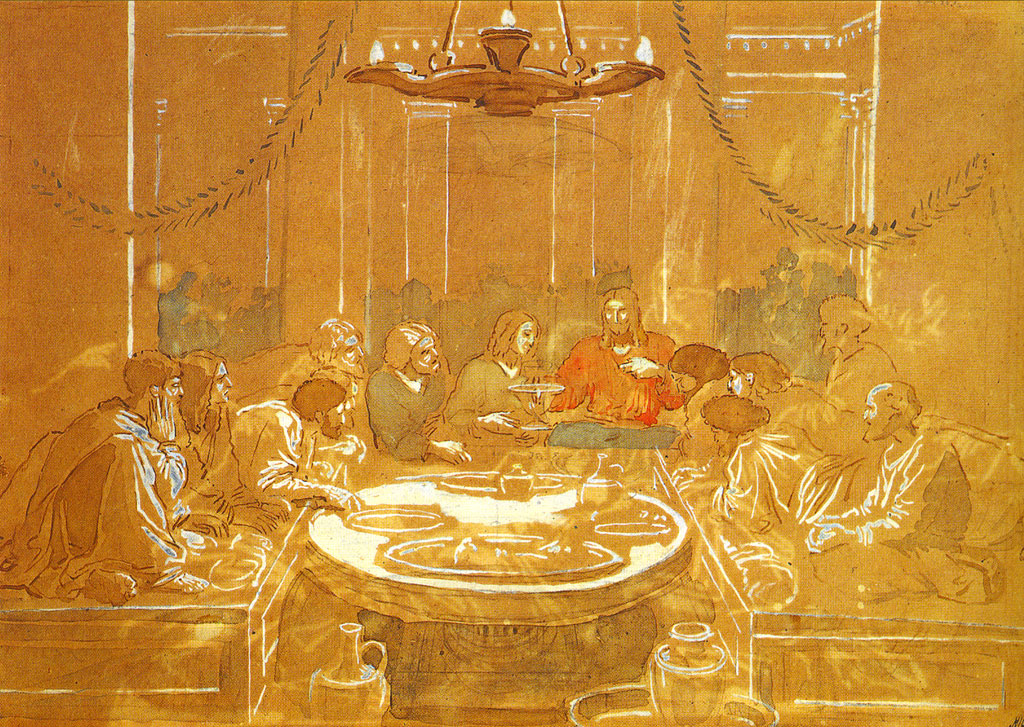
Bức ăn tối cuối cùng (Last supper), 1850
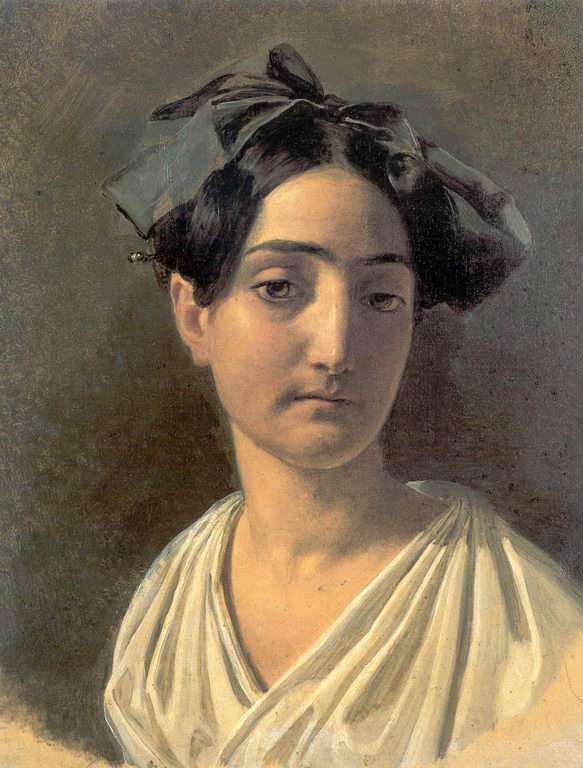
Chân dung Vittoria Caldoni, 1834
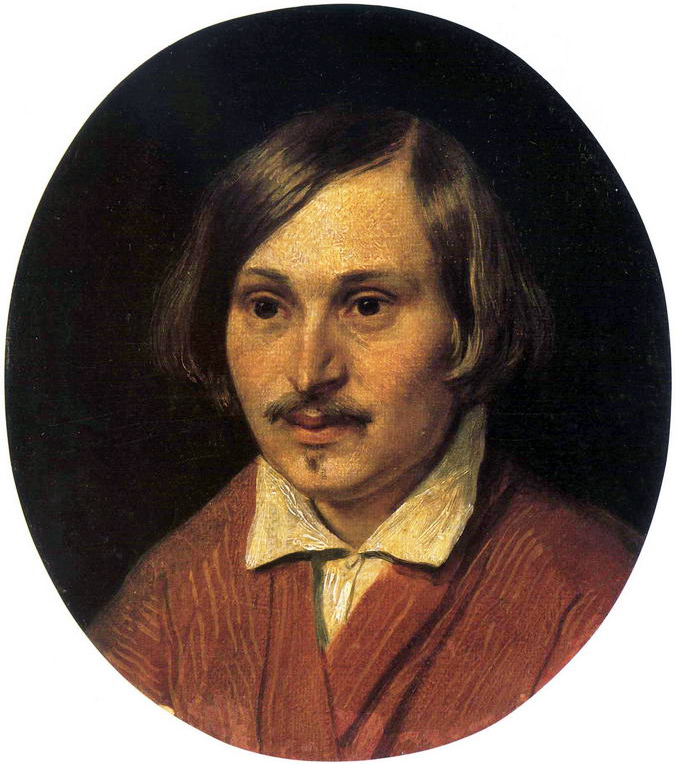
Chân dung Nikolai Gogol, 1841

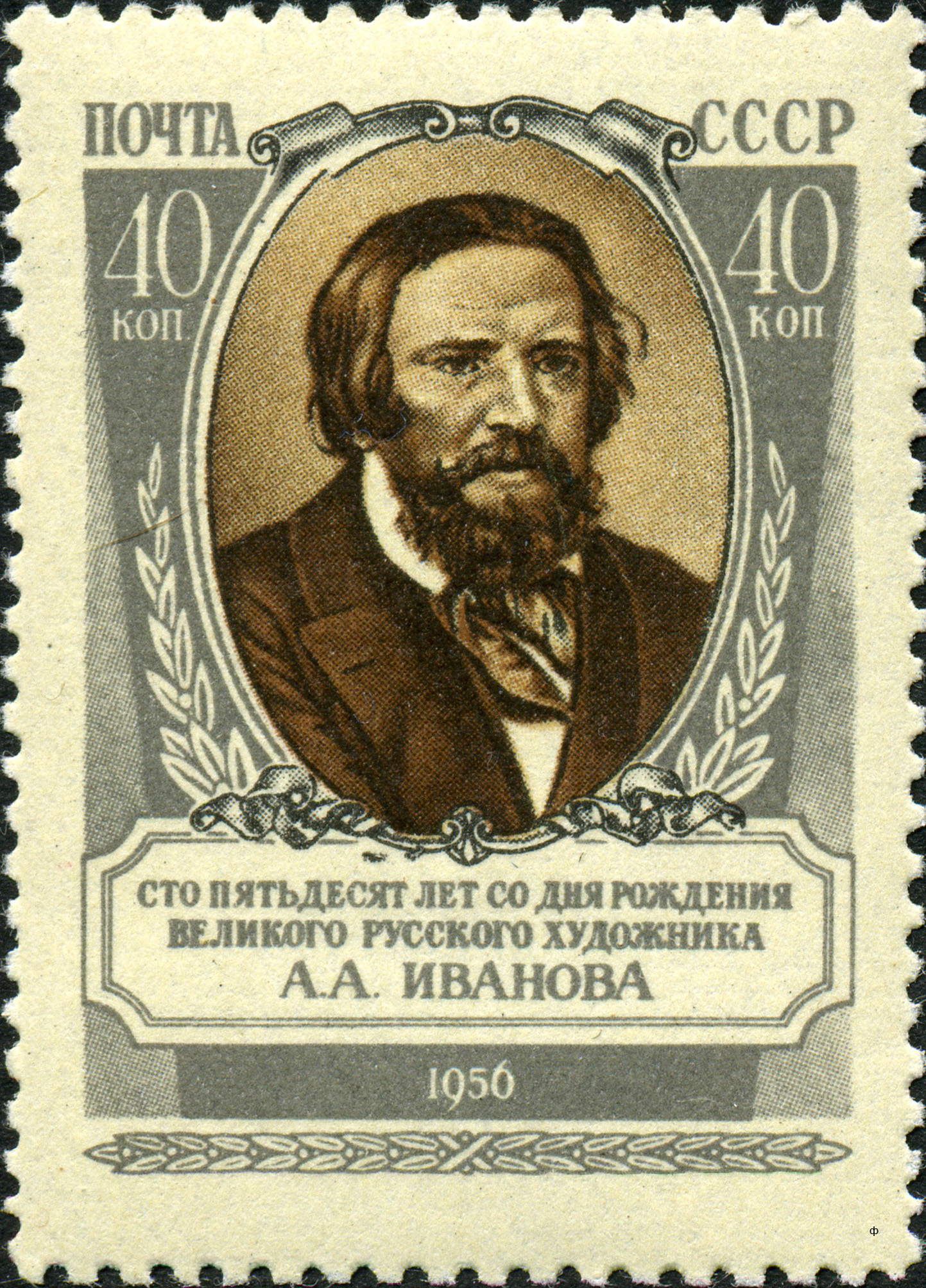
A. A. Ivanov 1956 trên tem lưu niệm của Liên Xô.